# Кунцеве (Білогірський район)
Ку́нцеве (до 1920-х Баш-Киргиз, крим. Baş Qırğız) — село Білогірського району Автономної Республіки Крим.
Входить до Михайлівської сільської ради.
Відстань від райцентру до населеного пункта становить 55 кілометрів по прямій.

## Населення

### Мова
Розподіл населення за рідною мовою за даними перепису 2001 року:
| Мова       | Відсоток |
| ---------- | -------- |
| російська  | 83,72 %  |
| українська | 16,28 %  |